# العلاقات الإثيوبية اللبنانية
العلاقات الإثيوبية اللبنانية هي العلاقات الثنائية التي تجمع بين إثيوبيا ولبنان.

## مقارنة بين البلدين
هذه مقارنة عامة ومرجعية للدولتين:
| وجه المقارنة                                              | إثيوبيا                        | لبنان                                                                |
| --------------------------------------------------------- | ------------------------------ | -------------------------------------------------------------------- |
| المساحة (كم2)                                             | 1.10 مليون                     | 10.45 ألف                                                            |
| عدد السكان (نسمة)                                         | 104.96 مليون                   | 6.10 مليون                                                           |
| الكثافة السكانية (ن./كم²)                                 | 95.42                          | 583.73                                                               |
| العاصمة                                                   | أديس أبابا                     | بيروت                                                                |
| اللغة الرسمية                                             | اللغة الأمهرية                 | اللغة العربية، لغة فرنسية                                            |
| العملة                                                    | بير إثيوبي                     | ليرة لبنانية                                                         |
| الناتج المحلي الإجمالي (بليون دولار)                      | 80.56 مليار                    | 51.84 مليار                                                          |
| الناتج المحلي الإجمالي (تعادل القوة الشرائية) بليون دولار | 161.90 مليار                   | 81.54 مليار                                                          |
| الناتج المحلي الإجمالي الاسمي للفرد دولار أمريكي          | 619                            | 8.05 ألف                                                             |
| الناتج المحلي الإجمالي للفرد دولار أمريكي                 | 1.50 ألف                       | 17.46 ألف                                                            |
| مؤشر التنمية البشرية                                      | 0.442                          | 0.769                                                                |
| رمز المكالمات الدولي                                      | +251                           | +961                                                                 |
| رمز الإنترنت                                              | .et                            | .lb                                                                  |
| المنطقة الزمنية                                           | ت ع م+03:00، توقيت شرق أفريقيا | ت ع م+02:00، ت ع م+03:00، توقيت شرق أوروبا، توقيت شرق أوروبا الصيفي ‏ |

## منظمات دولية مشتركة
يشترك البلدان في عضوية مجموعة من المنظمات الدولية، منها:
| علم المنظمة | اسم المنظمة                        | تاريخ انضمام إثيوبيا | تاريخ انضمام لبنان |
| ----------- | ---------------------------------- | -------------------- | ------------------ |
|             | الاتحاد البريدي العالمي            | ?                    | ?                  |
|             | مؤسسة التنمية الدولية              | 11 أبريل 1961        | 10 أبريل 1962      |
|             | منظمة حظر الأسلحة الكيميائية       | ?                    | ?                  |
|             | الأمم المتحدة                      | 13 نوفمبر 1945       | 24 أكتوبر 1945     |
|             | وكالة ضمان الاستثمار متعدد الأطراف | 13 أغسطس 1991        | 19 أكتوبر 1994     |
|             | منظمة الشرطة الجنائية الدولية      | ?                    | ?                  |
|             | مؤسسة التمويل الدولية              | 20 يوليو 1956        | 28 ديسمبر 1956     |
|             | البنك الدولي للإنشاء والتعمير      | 27 ديسمبر 1945       | 14 أبريل 1947      |
|             | الاتحاد الدولي للاتصالات           | 20 فبراير 1932       | 12 يناير 1924      |
|             | يونسكو                             | 1 يوليو 1955         | 4 نوفمبر 1946      |

## وصلات خارجية
- موقع وزارة الخارجية الإثيوبية